# Берн
Вижте пояснителната страница за други значения на Берн.
Берн (на немски: Bern; на френски: Berne; италиански и реторомански Berna; на бернски немски Bärn) е „федералният град“ (на немски: Bundesstadt) и де факто столица на Швейцария – седалище на Федералния съвет (правителството) и Федералното събрание (двукамерния парламент). Берн е също така столица на кантон Берн и окръг Берн. Населението на града е 133 798 жители (по приблизителна оценка от декември 2017 г.).
Повечето от жителите на Берн говорят немски, или по-точно бернски немски, който представлява регионален вариант на т. нар. „швейцарски немски“. В кантон Берн има също и голям брой френскоговорещи жители.
Германският физик Алберт Айнщайн е работил по теорията на относителността като служител в патентната служба в Берн.

## Име
Името на град Берн за първи път се среща в документа Urkunde от дата 1 декември 1218 г. Етимологията на името му е все още много спорна. Според местна легенда, базирана на народната етимология, основателят на град Берн – херцог Бертолд V фон Церинген (1160 – 1218) – е негов кръстник. Преди първия си лов по тези земи той дал обет да назове града на името на първото срещнато животно, което се оказало мечка (на немски: Bär). Другата популярна версия е, че градът е кръстен на италианския град Верона, който по това време е бил известен като Берн (на средновековен немски Bern). След откриването през 1980 г. в Берн на цинковата плоча Gobannus tablet се налага мнението, че името на града произхожда от келтския топоним „Berna“, със значение „Mеча хралупа“ или „Меча яма“. След 1220 г. мечката се налага като хералдическо животно и започва да се поставя на герба и печата на Берн. Най-ранните сведения за отглеждането на мечки в Берн в местността „Мечата яма“ (на немски: 'Bärengraben), разположена на живописния завой на река Аар, датират от 1440 г. От 2009 г. „Мечата яма“ се обитава от двете кафяви мечки Фин (мъжка) и Бьорк (женска), които в края на 2009 г. стават горди родители на две мечета – Бернадет и Урс – днес една от най-популярните туристически атракции на града.

## Географско положение
Град Берн е разположен в северозападната част на страната, в средата на Швейцарското плато. Градът е разположен на река Аар, ляв приток на Рейн. Населението му наброява 128 041 души. Берн се разпростира в радиус на 12 км около стария град във всички посоки.

## История
Херцог Бертолд V фон Церинген основава града на река Аар през 1191 г. и го наименува на мечка – бер (нем. Bär), която бил убил. Бил е признат за свободен град от императора на свещената Римска империя – Фридрих II през 1218 г. след като Бертолд умира без наследници. През 1353 г. Берн се присъединява към младата швейцарска конфедерация и става водещ град. След като напада и превзема Арау през 1415 и Во (нем. Вадланд) през 1536 г., както и други малки територии, Берн става най-големият град-държава на север от Алпите. През 1798 г. е окупиран от френските войски по време на френските революционни войни и губи голяма част от териториите си. През 1831 г. градът става столица на кантон Берн, а през 1848 г. административна столица на Швейцария.

## Забележителности
Берн е богат със забележителности. Старата част на града, в която са съсредоточени много от тях, през 1983 г. е включена от ЮНЕСКО в списъка на световното културно и природно наследство. Отличителна нейна особеност е наличието на много „аркади“ – навеси, преминаващи над улиците. В дъждовно време аркадите спасяват жителите на града, забравили чадърите си.

## Фестивали и празници
- Карнавалът в Берн – известен също като „Bärner Fasnacht“, привлича хиляди посетители всяка година. Прелюдията към карнавала започва на 11 ноември. Тогава мечките, символ на Берн, се затварят в кула за зимния си сън. Три месеца по-късно, винаги в четвъртък, започва фестивала „Bärebefreiig“ или освобождаването на мечките. Музикантите трябва да събудят мечките от зимния сън. Фестивалът продължава на следващия ден с „Chinderumzug“, където децата облечени в различни цветни костюми минават на парад в Стария град. В последния ден има голям парад в центъра на Берн, следван от публичните концерти и изпълнения на театрални трупи. Провежда се ежегодно.
- Международен джаз фестивал в Берн – Първият фестивал се състои през 1976 г. Оттогава всяка година джаз изпълнители и любители на джаз музиката пристигат в Берн за 10-седмичния фестивал. Концертите се провеждат в Marian's Jazzroom, Kursaal and Stadt theater в Берн. Провежда се от 13 март до 22 май.
- Гран-При в Берн – автомобилно състезание, което се провежда ежегодно. През 2009 г. повече от 2000 души са участвали в това състезание. Организаторите го наричат „10-те най-красиви мили в света“.
- Женска надпревара в Берн – също известен като „Frauenlauf“ се провежда за пръв път през 1987 година. Събитието се провежда в различни категории, като бягане, ходене на различни разстояния от 0.5 км с 15 км. Всички жени над 8-годишна възраст могат да участват в това състезание. През 2009 г. в състезанието взимат участие над 13 000 жени.

- Фестивалът „Гюртен“ – 4-дневно музикално събитие, провеждано на върха на планината Гюртен (Gurten) в Берн. Фестивалът първоначално започва да се провежда като народно събитие през 1977 г., а впоследствие могат да се чуят жанрове на музиката като рок, хип-хоп, пънк, електро, поп и блус. Друг интересен аспект за фестивала е мястото, където може да се спи, за което се казва, че е най-големият младежки хостел в света. Това е една голяма открита площадка с над 6000 места за къмпинг.
- Уличният фестивал – музикален фестивал, който се провежда в Стария град на Берн от 2004 г. В него участват музиканти от цялата страна. Най-много посетители е имал през 2011 г. – 80 хиляди.

## Известни личности
Родени в Берн
- Беа Луи дьо Мюра (1665 – 1749), писател

Починали в Берн
- Михаил Бакунин (1814 – 1876), руски революционер
- Шарл Албер Гоба (1843 – 1914), политик
- Ели Дюкомен (1833 – 1906), политик
- Виктор Пасков (1949 – 2009), български писател

Други
- Алберт Айнщайн (1879 – 1955), физик, живее в града през 1902 – 1909
- Георги Кьосеиванов (1884 – 1960), български политик, посланик през 1918 – 1920
- Иван Радославов (1881 – 1969), български литературен критик, завършва право през 1907
- Херман Хесе (1877 – 1962), германски писател, живее в града през 1912 – 1915